# San Felipe (Teksas)
San Felipe je gradić u američkoj saveznoj državi Teksas. Prema popisu stanovništva iz 2010. u njemu je živjelo 747 stanovnika.